# Біллі Харгров
Вільям «Біллі» Харгров  — головний герой і антагоніст серіалу «Дивні дива», якого зіграв Дейкр Монтгомері.

## Біографія
Біллі переїхав з Каліфорнії до Гокінса, штат Індіана, у 1984 році після того, як мати покинула його, а батько одружився з жінкою на ім'я Сьюзан. Там він відвідував середню школу Хокінса до самої смерті.
Біллі був старшим зведеним братом Макс Мейфілда, з якою він часто погано поводився. Біллі отримав роботу рятувальника в громадському басейні Хокінса разом з Хізер Голловей і фліртував з Карен Вілер. Згодом він потрапив у володіння Мозкожера, який використовував його як посудину та як інструмент для збору мирних жителів Хокінса, щоб створити більшу фізичну ємність для розміщення Монстра-павука. На відміну від решти зазомбованих, Біллі ніколи не був інтегрований у тіло Монстра-Павука, і йому було надано надлюдські здібності, коли він діяв під командуванням Мозкожера.
У той момент, коли Біллі потягнув Одинадцять до Мозкожера і збирався віддати її йому, вона змогла повернути йому людяність, нагадавши Біллі про хлопчика, яким він був: хлопчика, який існував до від'їзду його матері, яка залишила його бути вихованим жорстоким батьком, що зрештою перетворило його на хулігана. Щоб врятувати Одинадцяту, Біллі фізично стримав Монстр-павука, що призвело до смерті Біллі. У своєму останньому слові він вибачився перед Макс. Його смерть була прихована урядом через пожежу в торговому центрі Starcourt.
Смерть Біллі сильно вплинула на Макс, яка ізолювалася від своїх друзів; у 1986 році її травма зробила її мішенню для іншої загрози з боку Навивороту.

## Особистість
Спочатку Біллі виглядав як класичний «поганий хлопець». Він зображує себе чарівним, непереборним і новим королем школи Хокінс. Через жахливе поводження з боку батька він має жорстокий і непередбачуваний характер. Подібно до того, як Ніл Харгров ставиться до свого сина, Біллі розкриває свою жорстокість лише найближчим людям, особливо тим, кого він, швидше за все, переможе в битві. Він діє антагоністично зі Стівом і бачить у ньому суперника, якого потрібно подолати. Він швидко впадає у вбивчі спалахи насильства, ледь не наїхавши на Лукаса Сінклера, Майка Вілера та Дастіна Гендерсона через сварку з Макс, а пізніше ледь не забивши Стіва до смерті. Деякі його дії та слова мали расистський підтекст; після того, як Біллі побачив, що Макс спілкується з Лукасом, він зажадав, щоб вона трималася подалі від «певних типів людей»; пізніше він погрожував і фізично напав на Лукаса (але не на Майка чи Дастіна) лише за те, що він стояв біля Макс.
Біллі їздить на блакитному Camaro і є професіоналом алкогольних ігор. У нього були неблагополучні відносини з жорстоким батьком, Нілом Харгровом, який фізично знущався над його матір'ю до такої міри, що вона залишила Біллі з Нілом. Після цього він почав вдаватися до насильства на самому Біллі. Сьюзен була нажахана, але не зробила жодного кроку, щоб захистити Біллі (за винятком одного словесного коментаря).
У хлопця також дійсно було кілька людяних моментів. Коли Мозкожер спробував змусити його вбити Карен Вілер, він замість цього попередив її триматися подалі від нього. Пізніше він розплакався від докорів сумління в сауні через те, що змусив його зробити Мозкожер. Він також пролив сльозу, коли розмовляв з Одинадцятою про плани Мозкожера покінчити з людством. В 1985 році, коли Од проникає в думки Біллі, щоб дізнатися місцезнаходження монстра, стає зрозуміло, що коли він був молодшим, Біллі був доброзичливою та щасливою дитиною. Він став жорстоким лише після того, як пішла його мати починаючи відображати жорстоке поводження, яке його батько завдавав йому з дитинства.

## Відносини з персонажами
1. Мати Біллі 
На відміну від свого батька, Біллі, мав хороші відносини зі своєю біологічною матір'ю, коли був малим. Вона завжди підтримувала та заохочувала мрії Біллі стати серфером. Він дуже любив свою матір, намагаючись захистити її від жорстокого поводження з боку батька. Однак після того, як його мати пішла, Біллі був розбитий серцем і намагався змусити матір повернутися, але марно. Коли Одинадцять нагадала йому про його мати, Біллі заплакав. Ця пам'ять і любов до його матері змусили Біллі пожертвувати собою, щоб врятувати інших та вибачитися перед Макс за жорстоке поводження з нею.
2. Ніл Харгров 
Ніл — батько Біллі. Він жахливо ставиться до сина, погрожуючи йому як фізично, так і вербально. Жорстоке поводження з боку батька явно засмучує його та, ймовірно, є джерелом насильницької поведінки хлопця, оскільки той жахливо поводився з ним та його матір'ю. Після відходу матері Біллі Ніл міг ображати Біллі ще більше, додавши йому насильницького характеру.
3. Макс Мейфілд 
Макс і Біллі були зведеними братом і сестрою. Ці двоє ненавиділи одне одного через те, наскільки розбитими були їхні родини. Останньою краплею стало те, що Сьюзен і Ніл змусили їх переїхати з Каліфорнії до Хокінса, штат Індіана, щоб втекти від Максового батька. Оскільки Біллі не міг зігнати свій гнів ні на одному з батьків, він використав Макс як мішень. Перед смертю Біллі вибачився перед сестрою.

4. Сьюзен Харгров 
Сьюзен — мачуха Біллі. Він не виявляє теплих почуттів до Сьюзен, але вона є свідком насильства, яке він зазнає з боку Ніла.

5. Стів Гаррінґтон 
Невдовзі після свого прибуття Біллі почав суперництво зі Стівом Гаррінґтоном, претендуючи на титул «Короля» середньої школи. Пізніше їхнє суперництво стало жорстоким, коли Біллі виявив, що Стів намагався перешкодити йому бачитися з Макс. Після того, як він накинувся на Лукаса, Біллі та Стів почали битися. Біллі почав перемагати, але Макс захистила Стіва і ввела брату заспокійливе.

## Цікаві факти
- Вілл і Біллі — єдині головні  герої, які мають однакове ім'я, хоча обидва використовують різні форми скорочень.
- Машина Біллі має каліфорнійський номерний знак із написом «PCE 235».
- 3 сезон — єдиний сезон, де він з'являється в кожному епізоді. Однак він з'явився лише у спогадах для одного епізоду.
- Що стосується расистського ставлення Біллі до Лукаса, актори Дейкр Монтгомері та Калеб Маклафлін спочатку заявили, що, на їхню думку, ненависть Біллі до Лукаса більше пов'язана з бажанням Макс проводити час з хлопцем, а не з расових мотивів. Згодом вони змінили свою думку й погодилися з початковим наміром братів Даффер, оскільки Біллі мав показати, як міжрасова пара зіткнеться з труднощами протягом періоду часу, навіть якщо упередження Біллі походять від його батька.
- Біллі був третім підлітком, який помер у Дивних Дивах; перша — Барбара Голланд, а друга — Хізер Холлоуей .
- У трейлері четвертого сезону ім'я на надгробку персонажа чергувалося між «Біллі» та більш формальним «Вільям», що ненавмисно призвело до теорій фанатів щодо альтернативних часових шкал і всесвітів. Зрештою Седі Сінк підтвердила, що невідповідність була просто помилкою виробництва.
- У 4 серії 4 сезону «Дорогий Біллі» актор Дейкр Монтгомері не зміг поїхати на зйомку через обмеження, пов'язані з пандемією COVID-19 в Австралії, тому його сцену у видінні Макс було знято дистанційно через інтернет-з'єднання та об'єднано з грою Седі Сінк у постпродакшні.
- Коли його запитали, яка пісня розбудила б Біллі, якби він був одержимий Векною, Дакре Монтгомері припустив, що це буде «будь-яка пісня Джимі Хендрікса».
- 25 жовтня 2017 року потоковий музичний сервіс Spotify створив списки відтворення на основі головних героїв, приурочивши прем'єру другого сезону. Список відтворення Біллі — Billy's Pedal to the Metal, описаний як "хір-метал 80-х і агро-рок.